# تورستن هاگرستراند
تورستن هاگرستراند (زاده ۱۱ اکتبر، ۱۹۱۶ در موهدا - مرگ ۳ام می ۲۰۰۴، در لوند) جغرافی‌دان سوئدی بود که به سبب فعالیت‌هایش در زمینه مهاجرت، مبادله فرهنگی و جغرافیای زمان معروف است.